# محمد الشويحي
محمد محمد الشيخ الشويحي (و. 1930- ت. 1996) من مواليد 1 أغسطس 1930 بقرية أويش الحجر«قلعة القرآن الكريم», المنصورة، مصرممثل كوميديا ومؤدي رائع جذب انتباه مستمعي الإذاعة أكثر من التليفزيون والسينما الذي اشترك فيهما أيضا بجموعة من الأفلام والمسلسلات وكان أكثر أعماله كوميدية ظهر في فرقة بالإسكندرية في عام 1955 اسمها الدراويش وأصبح رئيسها وكانت تقدم في حفلاتها أغاني من ما يسمى بالشعر الحلمنتيشي وعمل مطربا بالموالد ثم عمل بالمسرح الحديث حفظ القرأن الكريم وأتم حفظه كامل عام 1947, اى حفظ القرأن الكريم وجوده وعمره اثنى عشر عاما بدأ مع الشيخ عبدالله البلتاجى ثم انتقل بعد ذلك ليراجع القرأن مع الشيخ عبدالحليم القرمانى واخيرا مع الشيخ عبدالمجيد كرم الدين وبعدما اتم حفظ القران الكريم التحق بـالازهر الشريف وحصل على الابتدائية ثم الثانوية ثم التحق بجامعة الازهر الشريف كلية اللغة العربيه ليتخرج منها عام 1960.

## أعماله

### أفلام
- الشقة من حق الزوجة [1]
- الرجل الذي عطس
- الدنيا على جناح يمامة
- خميس يغزو القاهرة
- الشيطانة
- سلطانة الطرب
- دقة زار
- سمك لبن تمر هندي
- سمع هس
- البنات والمجهول

- الافوكادو
- حكايات الغريب
- الناس والشوارع

### المسلسلات
- كابتن جودة 1982
- ((طيور بلا اجنحه (مسلسل) في دور صادق الجاعور))
- الزيني بركات
- المال والبنون
- رحلة المليون
- بكيزة وزغلول
- الفرسان
- ليالي الحصاد
- علي الزيبق في دور حسون النجار
- لا في دور الباشكاتب
- رافت الهجان في دور رزق افندى

### أعمال الإذاعة
- برنامج تسالي العصاري
- مغامرات جنيه مصري

### المسرح
- دموع على أستار الكعبة
- الوزير العاشق
- سبعة تحت الشجرة
- ميت حلاوة
- دقي يا مزيكا
- المشاغبون في المستشفى[2]
- مأساة الحلاج

### الفوازير
- المناسبات